# Чебуркина, Марина Николаевна
Марина Николаевна Чебуркина (род. в 1965 году, Москва) — российско-французская органистка и музыковед, доктор искусствоведения.

## Биография
С отличием окончила Московскую Государственную консерваторию им. П. И. Чайковского (1989) по двум специальностям: музыковедение и орган, — а затем ассистентуру-стажировку и аспирантуру Московской консерватории (1992) по специальностям: орган и искусствоведение (музыкальное искусство). Среди педагогов: Г. Н. Егиазарова, Л. И. Ройзман, Н. Н. Гуреева, Ю. Н. Холопов (научный руководитель дипломной работы), Е. Г. Сорокина, Ю. М. Буцко.
С 1992 по 1994 год была удостоена стипендии французского Правительства. Совершенствовалась во Франции и Германии у Мари-Клер Ален, Мишеля Шапюи (Высшая Национальная Парижская консерватория), Луи Робийара, Харальда Фогеля.
С 1996 по 2010 год — органистка Королевской капеллы Версальского дворца (Франция); с 1996 года по настоящее время — органистка Священнического братства Святого Пия Х в Париже.
С 2006 года — член Национальной комиссии по охране исторических памятников (секция органов) при Министерстве Культуры Франции (Приказ Министра Культуры Франции).
С 2010 года стала сотрудничать с Московской Государственной консерваторией им. П. И. Чайковского (выступления с концертами, проведение мастер-классов, участие в международных научных конференциях и жюри международных конкурсов, экспертная деятельность по вопросам органостроения).
С 2013 года — органистка церкви Богоматери Утешения в Париже.
Также с 2013 года — приглашённый научный сотрудник Университета Париж I Пантеон-Сорбонна, автор и координатор проекта «Орган, Искусства и Науки».

## Учёные степени
1994: Кандидат искусствоведения; тема диссертации: «Органная музыка О. Мессиана» (защищена в Московской Государственной консерватории; научный руководитель — Ю. Н. Холопов).
2013: Доктор искусствоведения; тема диссертации: «Французское органное искусство Барокко: музыка, органостроение, исполнительство» (защищена в Московской Государственной консерватории).

## Награды
2005: Кавалер Ордена Искусств и Литературы Франции (Приказ Министра Культуры Франции).

## Репертуар
Марина Чебуркина исполняет органную музыку разных эпох и стилей. Является создателем двух оригинальных тематических программ: «Королевские органисты и их современники» и «Русская органная музыка». Осуществляет премьеры не переиздававшихся в наши дни и рукописных сочинений французского Барокко, а также произведений современных российских композиторов.

## Дискография
Для лейбла Natives Éditions

### «Королевские органисты и их современники» (Коллекция)
1. Claude Balbastre à Saint-Roch / Клод Бальбастр в Сен-Рок. Марина Чебуркина и Мишель Шапюи на историческом органе церкви Сен-Рок в Париже. CD I—II. — Paris : Natives, 2002. EAN 13 : 3760075340018
2. Du Roy-Soleil à la Révolution, l’orgue de la Chapelle royale de Versailles / От Короля-Солнца до Революции, орган Королевской капеллы Версаля. Марина Чебуркина на органе Королевской капеллы Версальского дворца. — Paris : Natives, 2004. EAN 13 : 3760075340032
3. Louis Claude Daquin, l’œuvre intégrale pour orgue / Луи Клод Дакен, полное собрание сочинений для органа. Марина Чебуркина на органе Королевской капеллы Версальского дворца. — Paris : Natives, 2004. EAN 13 : 3760075340049
4. Louis Marchand, l’œuvre intégrale pour orgue / Луи Маршан, полное собрание сочинений для органа. Марина Чебуркина на органе Королевской капеллы Версальского дворца. CD I—II. — Paris : Natives, 2005. EAN 13 : 3760075340056
5. François Couperin, l’œuvre intégrale pour orgue / Франсуа Куперен, полное собрание сочинений для органа. Марина Чебуркина на органе Королевской капеллы Версальского дворца. CD I—II. — Paris : Natives, 2005. EAN 13 : 3760075340063
6. Jean-Jacques Beauvarlet-Charpentier, œuvres pour orgue / Жан-Жак Боварле-Шарпантье, сочинения для органа. Марина Чебуркина на историческом органе аббатства Сент-Круа в Бордо. CD I—II. — Paris : Natives, 2007. EAN 13 : 3760075340087
7. Gaspard Corrette, l’œuvre intégrale pour orgue / Гаспар Корретт, полное собрание сочинений для органа. Марина Чебуркина на историческом органе аббатства Сен-Мишель-ан-Тьераш. — Paris : Natives, 2009. EAN 13 : 3760075340100
8. Nicolas de Grigny, l’œuvre intégrale pour orgue / Никола дё Гриньи, полное собрание сочинений для органа. Марина Чебуркина на исторических органах аббатства Сен-Мишель-ан-Тьераш и аббатства Сент-Круа в Бордо. — Paris : Natives, 2015. EAN 13 : 3760075340148
9. Jean Adam Guilain, l’œuvre intégrale pour orgue / Жан Адам Гилен, полное собрание сочинений для органа. Марина Чебуркина на историческом органе аббатства Сен-Мишель-ан-Тьераш. — Paris : Natives, 2016. EAN 13 : 3760075340155
10. Pierre Du Mage, Louis Nicolas Clérambault, l’œuvre intégrale pour orgue / Пьер Дю Маж, Луи Никола Клерамбо, полное собрание сочинений для органа. Марина Чебуркина на историческом органе аббатства Сен-Мишель-ан-Тьераш. — Paris : Natives, 2019. EAN 13 : 3760075340179

### «Русская органная музыка» (Коллекция)
1. Deux siècles de musique russe pour orgue / Два века русской органной музыки. Марина Чебуркина на историческом органе церкви Сен-Сюльпис в Париже. CD I—II. — Paris : Natives, 2003. EAN 13 : 3760075340025
2. Youri Boutsko, Grand cahier d’orgue / Юрий Буцко, Большая органная тетрадь. Марина Чебуркина на историческом органе аббатства Сент-Этьенн в Кан. — Paris : Natives, 2010. EAN 13 : 3760075340117
3. Dmitri Dianov, l’Îlot, œuvres pour orgue / Дмитрий Дианов, Островок, сочинения для органа. Марина Чебуркина на историческом органе аббатства Сент-Этьенн в Кан. — Paris : Natives, 2010. EAN 13 : 3760075340124
4. Youri Boutsko, Deuxième Grand cahier d’Orgue : Images russes, Tableaux, Légendes, Histoires véridiques et invraisemblables / Юрий Буцко, Вторая Большая органная тетрадь: Русские образы, картины, сказания, были и небылицы (посв. М. Чебуркиной). Марина Чебуркина на органе церкви Сен-Мартен в Дюделанж, Люксембург. — Paris : Natives, 2016. EAN 13 : 3760075340162

## Главные научные труды
1. Чебуркина М. Н. (комментированный перевод; научная редакция: Холопов Ю. Н.). Оливье Мессиан. Техника моего музыкального языка. — Москва: Греко-латинский кабинет Ю. А. Шичалина, 1995. — 128 с. ISBN 5-87245-010-9
2. Tchebourkina M. L’orgue de la Chapelle royale de Versailles : À la recherche d’une composition perdue // L’Orgue. — Lyon, 2007. 2007-IV № 280. — P. 3-112. ISSN 0030-5170
3. Tchebourkina M. L’Orgue de la Chapelle royale de Versailles, Trois siècles d’histoire. — Paris : Natives, 2010. — 256 p. ISBN 978-2-911662-09-6
4. Чебуркина М. Н. Французское органное искусство Барокко: Музыка, Органостроение, Исполнительство. — Paris : Natives, 2013. — 848 с. ISBN 978-2-911662-10-2[20]